# Olympische Winterspiele 1960/Teilnehmer (Australien)
| Gelbes Symbol für Goldmedaillen mit stilisierten Olympischen Ringen | Graues Symbol für Silbermedaillen mit stilisierten Olympischen Ringen | Braundes Symbol für Bronzemedaillen mit stilisierten Olympischen Ringen |
| ------------------------------------------------------------------- | --------------------------------------------------------------------- | ----------------------------------------------------------------------- |
| —                                                                   | —                                                                     | —                                                                       |

Australien nahm an den Olympischen Winterspielen 1960 in der US-amerikanischen Stadt Squaw Valley mit 30 Athleten, vier Frauen und 26 Männern, in fünf Sportarten teil.
Seit 1936 war es die vierte Teilnahme eines australischen Teams bei Olympischen Winterspielen.

## Flaggenträger
Der Eishockeyspieler Vic Ekberg trug die Flagge Australiens während der Eröffnungsfeier in der Blyth Arena.
Siehe auch → Liste der Flaggenträger der australischen Mannschaften bei Olympischen Spielen

## Teilnehmer nach Sportarten
Jüngste Teilnehmerin Australiens war die Eiskunstläuferin Aileen Shaw (14 Jahre 276 Tage), ältester Teilnehmer der Eishockeyspieler Ivo Vesely (33 Jahre 324 Tage).

### Eishockey
- Robert Reid, Noel McLoughlin, Basil Hansen, Ken Wellman, John Nicholas, Vic Ekberg, Russell Jones, Ivo Vesely, John Thomas, Clive Hitch, Noel Derrick, Dave Cunningham, Peter Parrott, Ben Acton, Ken Pawsey, Ron Amess und Steve Tikal

- Mit zwei Niederlagen gegen die Tschechoslowakei (1:18) und die USA (1:12) in der Vorrundengruppe C (Platz 3) für die Platzierungsrunde um die Plätze 7 bis 9 qualifiziert
- Mit jeweils zwei Niederlagen gegen Finnland (1:14 und 2:19) und Japan (2:13 und 3:11) Platz 9 erreicht

### Eiskunstlauf
Damen
- Aileen Shaw

- Pflicht: 25 / Kür: 24 / Punkte: 965,7 / Bewertung: 221; Platz 24

- Mary Wilson

- Pflicht: 26 / Kür: 26 / Punkte: 890,2 / Bewertung: 232; Platz 26

Herren
- Bill Cherrell

- Pflicht: 19 / Kür: 18 / Punktezahl: 162 / Punkte: 1042,2; Platz 18

- Tim Spencer

- Pflicht: 18 / Kür: 11 / Punktezahl: 142 / Punkte: 1171,2; Platz 17

Paare
- Jacqueline Mason & Mervyn Bower

- Punkte: 73,7 / Bewertung: 83; Platz 12

### Eisschnelllauf
Herren
- Colin Hickey

- 500 m: 41,3 s, Platz 13
- 1500 m: 2:16,1 min, Platz 14

- Roy Tutty

- 500 m: 43,5 s, Platz 35
- 1500 m: 2:23,8 min, Platz 37

### Ski Alpin
Damen
- Christine Davy

- Abfahrt: 2:01,6 min (+ 20,9 s), Platz 39
- Riesenslalom: 2:17,3 min (+ 20,8 s), Platz 37
- Slalom: 1:26,1 min (1. Lauf, Platz 32) + 1:21,5 min (2. Lauf, Platz 29) = 2:47,6 min (+ 55,3 s), Platz 33

Herren
- Peter Brockhoff

- Abfahrt: 2:39,7 min (+ 33,7 s), Platz 57
- Riesenslalom: disqualifiziert
- Slalom: 1:27,3 min (1. Lauf, Platz 43) + 1:24,4 min (2. Lauf, Platz 29) = 2:51,7 min (+ 42,8 s), Platz 30

- Bill Day

- Abfahrt: 4:02,0 min (+ 1:56,0 min), Platz 35
- Riesenslalom: 3:56,9 min (+ 2:08,6 min), Platz 61
- Slalom: disqualifiziert

### Ski Nordisch
Skilanglauf, Herren
- Richard Walpole

- 15 km: 1:06:48,3 h, Platz 51

 Nordische Kombination, Herren
- Hal Nerdal

- Skispringen: 138,0 Punkte (Platz 33), Langlauf: 1:10:15,6 h = 194,387 Punkte (Platz 30); gesamt: 332,387 Punkte, Platz 31